# Калау, Хайнц
Хайнц Калау (нем. Heinz Kahlau; 6 февраля 1931[…], Потсдам — 6 апреля 2012[…], Грайфсвальд, Мекленбург — Передняя Померания) — немецкий поэт, прозаик, драматург, сценарист, переводчик. Член ПЕН-клуба (с 1965).

## Биография
Родился в семье рабочего. После окончания школы с 1945 года — неквалифицированный рабочий. С 1948 года член Союза свободной немецкой молодёжи.
В 1949 году переехал в Берлин, где в 1953—1956 годах учился в Академии искусств под руководством Бертольта Брехта.
Вступил в Социалистическую единую партию Германии. После 1990 года — член Партии демократического социализма (ПДС). Был окружным секретарём ПДС Берлин-Панков.
С 1970 по 1980 год — президент секции ПЕН-клуба в ГДР. Член общества писателей ГДР.
Последние годы жил на о. Узедом. Умер от сердечной недостаточности.

## Творчество
Один из ведущих поэтов ГДР. Автор критического склада, гражданской, философской и любовной лирики, развивающей лучшие традиции прогрессивной поэзии XX века.
Дебютировал как поэт в 1954 году. Писал драмы, прозу, стихи и песни, был автором радиопостановок и киносценариев. При жизни автора было опубликовано около 20 книг его поэзии. Автор ряда книг для детей. Переводил русских поэтов. Автор киносценариев: «On the Sunny Side», «Die Schönste», «Steinzeitballade»

## Награды
- 1960 — Медаль за заслуги Национальной народной армии ГДР
- 1962 — Премия имени Генриха Грайфа
- 1963 — Медаль Иоганнеса Бехера за достижения в развитии социалистической национальной культуры (ГДР)
- 1963 — Премия Генриха Гейне Министерства культуры ГДР
- 1964 — Медаль Эриха Вайнерта Союза свободной немецкой молодёжи
- 1970 — Приз имени Гёте города Берлина
- 1972 — Литературная премия Лессинга (ГДР)
- 1981 — Медаль Иоганнеса Бехера за достижения в развитии социалистической национальной культуры (ГДР)
- 1984 — Национальная премия ГДР 3-й степени
- 1984 — Премия Радио ГДР
- 1987 — Премия Радио ГДР
- 1989 — Орден «За заслуги перед Отечеством» (ГДР)